# NGC 2510
NGC 2510 est une galaxie lenticulaire située dans la constellation du Petit Chien. NGC 2510 a été découvert par l'ingénieur irlandais Bindon Stoney en 1851.

## Caractéristiques
Sa vitesse par rapport au fond diffus cosmologique est de 4 227 ± 17 km/s, ce qui correspond à une distance de Hubble de 62,4 ± 4,4 Mpc (∼204 millions d'al).